# Tipranavir
El tipranavir es un antirretroviral no peptídico de la familia de los inhibidores de la proteasa. Se utiliza combinado junto con el ritonavir en la terapia antirretroviral altamente supresiva para pacientes mayores de 6 años infectados con VIH-1.
Tiene la ventaja de inhibir la replicación viral del VIH, incluyendo a las formas resistentes a otros antirretrovirales administrados con anterioridad y para que el virus haga resistencia este medicamento se requiere que el VIH haga múltiples mutaciones, por lo que su confiabilidad es alta.
Su administración es por vía oral combinada con ritonavir 2 veces al día. Entre los efectos adversos que se pueden presentar están hemorragia intracraneal, hepatitis, hiperlipidemia e hipertrigliceridemia.